# Aleksandr Kosariew
Aleksandr Kosariew, ros. Александр Косарев, ukr. Олександр Косарев (ur. 30 września 1977 w Równem) – siatkarz reprezentacji Rosji pochodzenia ukraińskiego, występujący na pozycji przyjmującego.
W 2004 zdobył brązowy medal na igrzyskach olimpijskich w Atenach.
W 2008 roku w Pekinie zdobył  brązowy olimpijski. Od sezonu 2016/2017 został trenerem drużyny Biełogorje Biełgorod.
W 2004 r. został odznaczony tytułem Zasłużonego Mistrza Sportu, a także dwukrotnie Orderem „Za zasługi dla Ojczyzny” I klasy 2 kwietnia 2009 r. oraz II klasy 4 listopada 2005 r.

## Sukcesy reprezentacyjne
| Osiągnięcie          | Trofeum               | Rok                         |
| Mistrzostwa Europy   | srebro · brąz         | 1999, 2005, 2007 2001, 2003 |
| Liga Światowa        | złoto · srebro · brąz | 2002 2000 2001, 2006, 2008  |
| Mistrzostwa Świata   | srebro                | 2002                        |
| Igrzyska Olimpijskie | brąz                  | 2004, 2008                  |

## Sukcesy klubowe
| Osiągnięcie       | Trofeum               | Sezon |
| Puchar Rosji      | złoto                 | 1996/1997, 1997/1998, 2002/2003, 2004/2005                                                                 |
| Mistrzostwo Rosji | złoto · srebro · brąz | 1997/1998, 1999/2000, 2000/2001, 2002/2003, 2003/2004, 2006/2007, 2012/2013 1998/1999, 2005/2006 2007/2008 |
| Liga Mistrzów     | złoto                 | 2002/2003, 2003/2004, 2007/2008, 2013/2014                                                                 |
| Puchar CEV        | złoto                 | 2008/2009                                                                                                  |

## Odznaczenia
- Odznaczony tytułem Zasłużonego Mistrza Sportu (2004).
- Order „Za zasługi dla Ojczyzny” I klasy (2 kwietnia 2009)
- Order „Za zasługi dla Ojczyzny” II klasy (4 listopada 2005)